# Antoni Cybulski (muzealnik)
Antoni Cybulski (ur. 5 czerwca 1940 w Wilamowie, zm. 1 lipca 2016 w Siedlcach) – polski muzealnik, wieloletni kierownik i dyrektor Muzeum Henryka Sienkiewicza w Woli Okrzejskiej.

## Życiorys
Ukończył Technikum Chemiczne w Zgierzu. Podczas nauki w szkole aktywnie zaczął uprawiać turystykę pieszą, co zadecydowało, iż jako kierunek studiów wybrał geografię. Kierunku tego nie ukończył z uwagi na fakt, iż w 1966 roku w wyniku zamieszczonego ogłoszenia prasowego zgłosił swoją kandydaturę na kierownika nowo otwartego muzeum Henryka Sienkiewicza w Woli Okrzejskiej. Podczas wieloletniej pracy jaki kierownik, a następnie dyrektor placówki był inicjatorem wielu działań, związanych z propagowaniem pamięci o pisarzu. Zainicjował m.in. coroczne Ogólnopolskie Zloty Szkół Sienkiewiczowskich, doprowadził również upamiętnienia noblisty w Okrzei (popiersie na Kopcu Sienkiewicza, tablica pamiątkowa w miejscowym kościele). Był orędownikiem ogłoszenia roku 2016 Rokiem Henryka Sienkiewicza.
Na emeryturę odszedł w 2013 roku. Od tego czasu placówką kieruje jego syn Maciej. 
W uznaniu swych zasług został odznaczony Krzyżem Kawalerskim Orderu Odrodzenia Polski, Srebrnym Medalem „Zasłużony Kulturze Gloria Artis” (2007) oraz Orderem Uśmiechu (2006) oraz uhonorowany nagrodą Polcul Foundation z Sydney za rozwijanie kultury na wsi.